# Gundobad
Gundobad (- 516 ) je bil kralj Burgundov ( 486-516 ), germanskega plemena . Bil je Ricimerjev bratranec in med leti 472 - 474 magister militum rimske vojske.

## Izvor
Gundobad se je rodil okoli leta 445 kot najstarejši sin kralja Gundioca. Njegovo poreklo je bilo povezano z družinskimi vezmi z različnimi močnimi germanskimi kraljevimi hišami, vključno s Suevi in Vizigoti.
Odraščal je na območju Savoje in se kot mlad prijavil v rimsko vojsko v Italiji, kjer je bil kot vrhovni poveljnik vojske pravzaprav njegov stric Ricimer.

## Magister militum
Po Ricimerjevi smrti 8. avgusta 472 je Gundobad prevzel njegov visoki položaj. Cesar Olibrij ga je imenoval za magister militum rimske vojske na zahodu. Kmalu je šel po Ricimerjevih stopinjah in za naslednika po smrti cesarja Olibrija 3. marca 473 imenoval marioneto Glicerija. Kot vrhovni poveljnik se je moral Gundobad soočiti s prihodom dela Ostrogotov pod vodstvom Vidimirja. Ti so zapustili Panonijo in bili na poti v Italijo. Gundobadu ni bilo treba ukrepati proti Ostrogotom, skupaj s cesarjem Glicerijem mu je uspelo prepričati Vidmirja, da se naseli v Galijo, k svojim sorodnikom Vizigotom.
Vzhodnorimski cesar Leon I. ni mogel sprejeti, da je Glicerij na prestolu na zahodu. Za novega cesarja je imenoval svojega sorodnika Julija Nepota. Iz Dalmacije, kjer je bil guverner, je Nepot z močno vojsko odplul v Italijo. Junija 474 je Nepos dosegel Ostijo (pristanišče mesta Rim) in napredoval proti Raveni. Glicerij se je takoj predal in Nepot je Gundobada razrešil njegovih dolžnosti. Gundobad je nato zapustil Italijo in se vrnil k svojim sorodnikom v Galijo.

## Bitka za kraljevino
Gundobadov oče, Gundioc, je umrl leta 473 in njegovo ozemlje je bilo razdeljeno med njegove tri druge sinove, Godigisel (Ženeva), Hilperik II. (Valence) in Gundomar (Vienne). Gundobad se s tem ni strinjal in se je obrnil proti svojim bratom. Leta 486 je ubil Gundomarja in leta 493 premagal Hilperika.
S pomočjo Frankov je Godigisel leta 500 uspel premagati Gundobada pri Dijonu. Pobegnil je v Avignon in se naslednje leto s pomočjo Vizigotov vrnil v Burgundijo. Tokrat je bil Godigisel poražen pri Viennu, leta 501 ga je ujel in ubil Gundobad, zaradi česar je Gundobad končno postal edini vladar Burgundcev.

## Edini vladar
Ko si je Gundobad zagotovil oblast v Burgundiji, je skušal svoj vpliv še razširiti. Usmeril se je proti obali. Po padcu rimske oblasti v Galiji so svoje ozemlje tam poskušali razširiti tudi Franki, Vizigoti in Ostrogoti. Gundobad je sprva iskal zaveznike proti nadaljnjemu napredovanju Frankov pod Klodvikom I. Te zaveznike je našel med Ostrogoti in Vzhodnim rimskim cesarstvom. Toda z intenzivno diplomacijo Vienneškega škofa Avita ga je ta prepričal, da se je postavil na stran Klodvika. Prekinil je zavezništvo z Rimljani in Ostrogoti ter sklenil novo pogodbo s Klodvikom. Skupaj so premagali Vizigote v bitki pri Vouilléju (507). Zaradi posredovanja ostrogotskega kralja Teodorika, ki je prišel na pomoč Vizigotom, so Burgundi izgubili del svojega ozemlja (Provansa južno od Durancea) v korist Ostrogotov. Kasneje je bilo to vrnjeno Burgundcem.
Po Klodvikovi smrti leta 511 je Gundobad postal najbolj avtoritativen igralec na političnem prizorišču. Vzhodnorimski cesar ga je visoko spoštoval in ponovno je prejel položaj magister militum, položaj, ki je postal častni naziv zdaj, ko zahodnorimska vojska dejansko ni več obstajala.

## Zakonodaja
Gundobad je med svojo vladavino dal zapisati t.i.burgundsko pravo ali zakonodajo (Lex Burgundionum).Liber Constitutionum sive Lex Gundobada (Knjiga z ustavo ali Gundobadov zakonik) znana tudi kot Lex Burgundionum (Burgundski zakonik) ali enostavneje Lex Gundobada (Gundobadov zakonik) in Liber (Knjiga) je izhajal v več delih od leta 483 do 516, večino pod Gundobadom, nekaj pa tudi pod Sigismundom. Zakonik je vseboval burgundsko običajno pravo in je značilen germanski zakonik  iz tistega obdobja. Delno je sposojen iz Lex Visigothorum (Vizigotski zakonik), sam pa je vplival na kasnejši  Lex Ripuaria (Ripuarski zakonik), ki je nastal v 7. stoletju. Liber je eden od primarnih virov podatkov o takratnem vsakdanjem življenju Burgundov in zgodovini njihovih kraljev.
Podobno kot v drugih germanskih plemenih je tudi burgundsko pravno izročilo omogočalo uporabo različnih zakonov za različne etnične skupine. Gundobad je zato poleg Lex Gundobada izdal (ali kodificiral) tudi Lex Romana Burgundionum (Burgundsko rimsko pravo), niz zakonov, ki je veljal za rimske podložnike Burgundskega kraljestva.
Gundobada je nasledil njegov sin Sigismund, ki je kasneje izdal tudi Prima Constitutio (Prva ustava).
Burgundi so zapustili tri zakonike in so bili v tem pogledu prvi med vsemi germanskimi plemeni.